# مركز مصر للمعارض الدولية
مركز مصر للمعارض الدولية هو مركز مخصص لاحتضان المعارض المحلية والدولية، يدار مباشرةً من الشركة الوطنية للمعارض والمؤتمرات الدولية التابعة للقوات المسلحة المصرية ويقع مقره في القاهرة.

## موقع المركز
يقع مركز مصر للمعارض الدولية في منطقة التجمع الخامس، بالقاهرة الجديدة، جنوب محور المشير طنطاوي (امتداد شارع التسعين)، وغرب الطريق الدائري ومدخل القاهرة الجديدة، بالقرب من مركز المنارة للمؤتمرات الدولية، مسجد المشير طنطاوي وستاد الدفاع الجوي.

## افتتاح المركز
تم الانتهاء من تشييد مركز مصر للمعارض الدولية في ديسمبر 2017، وكان منفذ المشروع هو الهيئة الهندسية للقوات المسلحة بالتعاون مع الشركات المدنية. تم افتتاح المركز في نفس الشهر وكانت أولى معارضه هو معرض ومؤتمر القاهرة الدولي للاتصالات وتكنولوجيا المعلومات

## تفاصيل المركز
تبلغ مساحة المركز 311 ألف متر مربع (74 فدان)، تشغل المنشآت من قاعات ومباني للخدمات حوالي 23% من مساحته منها بما يصل إلى 17 فدانا، يضم المركز مجمع للقاعات الرئيسية على مساحة أكثر من 60 ألف متر مربع، يشمل 4 قاعات عرض بمسطح 10 آلاف متر مربع، لتصل مساحة كل منهم إلى حوالي 40 ألف متر مربع كمساحة إجمالية تم تجهيزهم بكل الإمكانيات الفنية والاحتياجات التقنية من أنظمة الصوت والإضاءة ووسائل العرض، فضلا عن 2 بلازا داخلية على طابقين بإجمالي مسطح 9500 متر مربع، و4 مداخل استقبال بمسطح 8 آلاف متر مربع، كما تضم 4 مناطق إدارية خلفية بمسطح 2400 متر مربع، كما يوجد داخل المركز أيضا مبنيين للمطاعم بإجمالي مسطح 3500 متر مربع، ومنطقة البلازا الرئيسية التي تضم مسار الحركة الرئيسي ومنطقة المطاعم المفتوحة بإجمالي مسطح 11 ألف متر مربع، يوجد به أيضا مناطق مفتوحة تستخدم للعرض المكشوف بإجمالي مسطح 65 ألف متر مربع، ويمكن استخدامها كساحة انتظار سيارات تسع حتى 2200 سيارة، كما يضم 7 مباني للخدمات على مساحة 7 آلاف متر مربع، يوجد بها الورشة والمخازن ومباني الإقامة ومحطة الكهرباء وخزانات المياه إلى جانب أعمال التنسيق الحضاري للموقع العام من خلال الطرق الرئيسية والفرعية والأرصفة والمشايات والمساحات الخضراء بإجمالي مسطح 163 ألف متر مربع.
يصل طول الأسوار المحيطة بمركز مصر للمعارض الدولية أكثر من 2400 متر مربع.
يحيط المركز 9 بوابات رئيسية لتنظيم الدخول والخروج ومبنيين لحجز التذاكر.

## أبرز المعارض المستضافة
- معرض إيديكس مصر للصناعات الدفاعية - 2018.[5]
- معرض القاهرة الدولي للكتاب - 2019.[6]
- معرض اوتوماك فورميلا.[1]
- معرض لو مارشيه - 2019.[1]